# 중랑운수
중랑운수(中浪運輸)는 서울특별시 중랑구의 마을버스 회사이고, 본사는 서울특별시 중랑구 용마산로94길 84 (면목동 31-48)에 위치해 있다.

## 연혁
- 1999년 8월 30일 : 회사 설립

## 운행 노선
- ● 중랑02번 : 진로아파트 ↔ 한신아파트 (구 중랑마을 7번)

## 보유 차량

#### KGM커머셜
- KGM C090

#### 현대자동차
- 현대 그린시티